# Драшковић
Драшковић (у буквалном преводу „ Драшков син“) је презиме које се користи у Хрватској, Црној Гори и Србији, а може се односити на следеће особе:
- Породица Драшковић, хрватска племићка породица
  - Јурај II Драшковић (1525–1587), кардинал и бан (поткраљ)
  - Иван II Драшковић (1550–1613), бан
  - Иван III Драшковић (1603–1648), бан
  - Јанко Драшковић (1770–1856), национални реформатор, политичар и песник
- Милорад Драшковић (1873–1921), српски политичар
- Душан Драшковић (рођен 1939), црногорско-еквадорски фудбалски тренер
- Вук Драшковић (рођен 1946), српски књижевник и политичар